# 카스텔볼투르노
카스텔 볼투르노(이탈리아어: Castel Volturno)는 이탈리아 캄파니아주의 코무네다. 나폴리로부터 북서쪽으로 35km, 카세르타로부터 서쪽으로 35km거리에 있다.
카스텔 볼투르노는 고대시대때 오스칸인들의 정착지였으며 에트루리아인들은 그 정착지를 볼투르눔(Volturnum)이라 불렀다. 볼투르눔은 그 당시의 카푸아와 카실리미눔의 트레이드 포인트였다.